# Хайнрих IV фон Верденберг-Хайлигенберг-Райнек
Хайнрих IV (III/VI) фон Верденберг-Хайлигенберг-Райнек (на немски: Heinrich IV (III/VI) von Werdenberg-Heiligenberg-Rheinegg; * ок. 1367; † между 24 декември 1392 и 24 юни 1393) от странична линия на род Верденберги е граф на Верденберг-Райнек в кантон Санкт Гален в Швейцария.

## Произход
Той е третият син на граф Албрехт II (III) фон Верденберг-Хайлигенберг († 1371/1373) и втората му съпруга Агнес фон Нюрнберг († 1364), дъщеря на бургграф Фридрих IV фон Цолерн-Нюрнберг († 1332) и Маргарета от Каринтия († 1348). Неговите братя са Албрехт III/IV († 1420), последният граф на Блуденц, Албрехт IV/V († 1418), граф на Верденберг-Хайлигенберг, и ролубрат граф Хуго IV фон Верденберг-Райнег († 1390).
Хайнрих IV (III/VI) получава Райнек, фогтая Райнтал, Хоентринс и фогтая над Дизентис. Той умира рано, децата му са още малки.

## Фамилия
Хайнрих IV (III/VI) фон Верденберг-Хайлигенберг-Райнек се жени за Анна фон Монфор-Тостерс († сл. 22 април 1379), дъщеря на граф Хуго VI фон Монфор-Фелдкирх († 1359) и Берта фон Кирхберг († 1371). Те имат пет деца:
- Рудолф II фон Верденберг-Райнек (III/(VII/VIII) (* 1388; † 1418/2 май 1419/1 декември 1421), граф на Верденберг-Райнек, женен пр. 3 май 1399 г. за графиня Беатрикс фон Фюрстенберг († 27 юли 1433), дъщеря на граф Хайнрих IV фон Фюрстенберг († 1408) и графиня София фон Меркенберг-Цолерн-Шалксбург († 1427).[3]
- Хуго VIII фон Верденберг-Хайлигенберг-Райнек (* ок. 1388; † 14 юли/15 декември 1428), женен за Агнес фон Абенсберг († 15 юли 1468), дъщеря на Йохан II фон Абенсберг († 1397) и Агнес фон Лихтенщайн († 1397)
- Хайнрих X (IV) фон Верденберг-Хайлигенберг-Райнек († най-рано 17 март 1401)
- Берта (Анна) фон Верденберг-Хайлигенберг-Райнек († сл. 1375/1436), омъжена за рицар Петер II фон Хевен-Хоентринс († между 17 май 1409 и 8 август 1414), син на рицар Хайнрих I фон Хевен († 1388/1389) и Клемента фон Тогенбург († 1405)
- Анна фон Верденберг († сл. 1424)